# 26 juin en sport
26 mai 26 juillet
Chronologies thématiques
- Croisades
- Ferroviaires
- Disney

Le 26 juin (177e jour de l'année ou 178e en cas d'année bissextile) en sport.

## Événements

### XIXesiècle
- 1855 :
  - (Boxe) : le boxeur Harry Broome gagne un combat de retour contre Aaron Jones en 61 rounds à Mildenhall en Angleterre[1].
- 1884 :
  - (Aviron) : régate universitaire entre Harvard et Yale. Yale s'impose[2].
- 1885 :
  - (Aviron) : régate universitaire entre Harvard et Yale. Harvard s'impose[2].

### XXesièclede1901à1950
- 1902 :
  - (Compétition automobile) : Paris-Vienne remporté par marcel Renault sur une Renault.
- 1912 :
  - (Compétition automobile) : cinquième édition du Grand Prix automobile de France à Dieppe. Le pilote français Georges Boillot s'impose sur une Peugeot.
- 1921 :
  - (Cyclisme) : départ du Tour de France.
- 1941 :
  - (Athlétisme) : Cornelius Warmerdam porte le record du monde du saut à la perche à 4,72 mètres.
- 1949 :
  - (Compétition automobile) : victoire de Lord Selsdon et Luigi Chinetti aux 24 Heures du Mans.
- 1950 :
  - (Football) : Fondation du club breton du Stade brestois 29 à la suite de la fusion de cinq patronages locaux.

### XXesièclede1951à2000
- 1958 :
  - (Cyclisme) : Départ du Tour de France.
- 1959 :
  - (Boxe anglaise) : Ingemar Johansson devient le nouveau champion du monde des poids lourds en battant Floyd Patterson par arrêt de l'arbitre au 3e round à New York.
- 1960 :
  - (Cyclisme) : départ du Tour de France 1960.
  - (Compétition automobile) : les Belges Paul Frère et Olivier Gendebien, sur Ferrari, remportent les 24 heures du Mans.
- 1963 :
  - (Football) : le Valence CF remporte la Coupe UEFA face au Dinamo Zagreb.
- 1971 :
  - (Cyclisme) : départ du Tour de France.
- 1975 :
  - (Cyclisme) : départ du Tour de France.
- 1980 :
  - (Cyclisme) : départ du Tour de France.
- 1981 :
  - (Athlétisme) : Vladimir Polyakov porte le record du monde du saut à la perche à 5,81 mètres.
- 1992 :
  - (Football) : finale du Championnat d'Europe de football 1992. Le Danemark s'impose 2-0 contre l'Allemagne.
- 1994 :
  - (Athlétisme) : Coupe d'Europe des nations d'athlétisme 1994. L'Allemagne remporte le titre chez les hommes et chez les femmes.
- 1996 :
  - (Voile) : Loïck Peyron gagne la Transat anglaise sur Fujicolor II.

### XXIesiècle
- 2004 :
  - (Rugby à XV) : finale du Championnat de France de rugby à XV. Le Stade français Paris s'impose 38-20 contre l'USA Perpignan.
- 2005 :
  - (Cyclisme) : Pierrick Fédrigo devient champion de France sur route, succédant à Thomas Voeckler.
- 2007 :
  - (Natation) : à Saint-Raphaël, lors de la troisième journée des Championnats de France, Laure Manaudou a fait taire les mauvaises langues, qui critiquaient ses performances, jugées modestes, après sa séparation avec son entraîneur Philippe Lucas, et son départ pour s'entraîner en Italie, en remportant, après ses deux médailles d'or (sur le 800 mètres et le 50 mètres dos), le 400 mètres nage libre — sa distance de prédilection — avec plus de six secondes d'avance sur Coralie Balmy. La championne olympique a signé un excellent temps de 4:03:38, à seulement 1 seconde 25 de son propre record du monde.
- 2011 :
  - (Formule 1) : Grand Prix d'Europe remporté par Sebastian Vettel dans une Red Bull-Renault.
  - (Football) : descente de River plate en 2e division pour la première fois de son histoire après un match nul 1-1 contre l'équipe de Belgrano
- 2016 :
  - (Cyclisme sur route /Championnats de France) : aux Championnats de France qui se disputent à Vesoul en Haute-Saône, sur la course en ligne - masculine, victoire de Arthur Vichot qui a devancé Tony Gallopin et Alexis Vuillermoz.
  - (Football /Copa América) : le Chili remporte pour la 2e année consécutive la Copa America en prenant le meilleur sur l'Argentine aux tirs au but (0-0 a.p., 4 tab à 2) en finale à East Rutherford, aux États-Unis. Lionel Messi a manqué l'un des deux tirs au but argentins ratés et annonce qu'il met un terme à sa carrière internationale[3].
- 2017 :
  - (Sport nautique /Coupe de l'America) : aux Bermudes, Team New Zealand remporte la prestigieuse Coupe de l'America, en dominant 7-1 le tenant du titre américain Oracle Team USA[4].
- 2021 :
  - (Cyclisme sur route /Tour de France) : départ de la 108e édition du Tour de France qui a lieu à Brest et l'arrivée est jugée le 18 juillet à Paris, sur l'avenue des Champs-Élysées[5]. Sur la 1re étape qui se déroule entre Brest et Landerneau, sur une distance de 197,8 kilomètres, victoire du français Julian Alaphilippe qui revêt le Maillot jaune[6].

## Naissances

### XIXesiècle
- 1875 : 
  - Oskar Goßler, rameur allemand. Champion olympique du quatre avec barreur aux Jeux de Paris 1900. († 15 février 1953).
- 1893 : 
  - George Hainsworth, hockeyeur sur glace canadien. († 9 octobre 1950).

### XXesièclede1901à1950
- 1901 : 
  - Umberto Caligaris, footballeur puis entraîneur italien. Médaillé de bronze aux Jeux d'Amsterdam 1928. Champion du monde de football 1934. (59 sélections en équipe nationale). († 19 octobre 1940).
- 1906 : 
  - Juan Carlos Calvo, footballeur uruguayen. Champion du monde de football 1930. († 12 octobre 1977).
- 1911 : 
  - Mildred Didrickson Zaharias, athlète de lancers, de haies et de sauts américaine. Championne olympique du javelot et du 80 m haies puis médaillé d'argent de la hauteur aux Jeux de Los Angeles de 1932. Ensuite elle devint golfeuse et est victorieuse des US Open 1948, 1950 et 1954. († 27 septembre 1956).
- 1912 : 
  - Joseph Mostert, athlète de demi-fond belge. Médaillé d'argent aux CE d'athlétisme 1938. († 28 avril 1967).
- 1920 : 
  - Joop Brandes, footballeur néerlandais. (3 sélections en équipe nationale). († 6 mai 1988).
  - Jean-Pierre Roy, joueur de baseball puis commentateur sportif canadien. († 31 octobre 2014).
- 1934 :
  - Dominique Rustichelli, footballeur français. († ? 1979).
- 1935 :
  - Carlo Facetti, pilote de courses automobile italien.
- 1936 :
  - Hal Greer, basketteur américain. († 14 avril 2018).
- 1944 :
  - Wolfgang Weber, footballeur puis entraîneur allemand. (53 sélections en équipe nationale).

### XXesièclede1951à2000
- 1952 :
  - Gordon McQueen, footballeur puis entraîneur écossais. (30 sélections en équipe nationale). († 15 juin 2023)
- 1953 :
  - Daniel Senet, haltérophile français. Médaillé d'argent des -67,5 kg aux Jeux de Montréal 1976.
- 1955 :
  - Maxime Bossis, footballeur puis entraîneur français. Champion d'Europe de football 1984. (76 sélections en équipe de France).
  - Philippe Streiff, pilote de F1 français.
- 1959 :
  - Philippe Renault, pilote de course automobile français.
- 1961 :
  - Greg LeMond, cycliste sur route américain. Champion du monde de cyclisme sur route 1983 et 1989. Vainqueur des Tours de France 1986, 1989 et 1990.
- 1962 :
  - Jerome Kersey, basketteur américain. († 18 février 2015)
- 1964 :
  - Tommi Mäkinen, pilote de rallye automobile finlandais. Champion du monde des rallyes 1996, 1997, 1998 et 1999. (24 victoires en rallyes).
- 1966 :
  - Kirk McLean, hockeyeur sur glace canadien.
- 1967 :
  - Inha Babakova, athlète de sauts soviétique puis ukrainienne. Médaillée de bronze de la hauteur aux Jeux d'Atlanta 1996. Championne du monde d'athlétisme de la hauteur 1999.
- 1968 :
  - Armand de Las Cuevas, cycliste sur route français. Vainqueur du Critérium du Dauphiné libéré 1998. († 2 août 2018).
  - Paolo Maldini, footballeur italien. Vainqueur des ligue des champions 1989, 1990, 1994, 2003 et 2007. (126 sélections en équipe nationale).
  - Iwan Roberts, footballeur puis entraîneur gallois. (15 sélections en équipe nationale).
  - Shannon Sharpe, joueur de foot U.S. américain.
- 1969 :
  - Ingrid Lempereur, nageuse belge. Médaillée de bronze du 200 m brasse aux Jeux de Los Angeles 1984.
- 1970 :
  - Adam Ndlovu, footballeur zimbabwéen. (14 sélections en équipe nationale). († 16 décembre 2012).
- 1971 :
  - Max Biaggi, pilote de moto italien. Champion du monde de vitesse moto en 250 cm3 1994, 1995, 1996 et 1997. Champion du monde de Superbike 2010 et 2012. (63 victoires en Grand Prix).
- 1973 :
  - Aimé-Issa Nthépé, athlète de sprint camerounais puis français.
- 1974 :
  - Derek Jeter, joueur de baseball américain.
  - Dieter Kalt, hockeyeur sur glace autrichien.
  - Jason Kendall, joueur de baseball américain.
  - Damien Nazon, cycliste sur route français.
- 1975 :
  - Jean-Paul Abalo, footballeur franco-togolais. (67 sélections avec l'équipe du Togo).
- 1976 :
  - Jérémie Beyou, navigateur français. Vainqueur des Solitaire du Figaro 2005, 2011 et 2014.
  - Séverine Szewczyk, volleyeuse française. (82 sélections en équipe de France).
- 1977 :
  - Romain Attanasio, navigateur français.
- 1978 :
  - Paulo César Arruda Parente, footballeur brésilien. (3 sélections en équipe nationale).
- 1980 :
  - Hamílton, footballeur brésilien puis togolais. (1 sélection avec l'équipe du Togo).
  - Rémy Vercoutre, footballeur français.
- 1982 :
  - Stefan Svitko, pilote de moto de rallye-raid et d'enduro slovaque.
- 1983 :
  - Felipe Melo de Carvalho, footballeur brésilien. (22 sélections en équipe nationale).
- 1984 :
  - José Juan Barea, basketteur portoricain. (8 sélections en équipe nationale).
  - Raymond Felton, basketteur américain.
  - Mitja Gasparini, volleyeur slovène. (133 sélections en équipe nationale).
  - Duncan Tappy, pilote de course automobile britannique.
  - Deron Williams, basketteur américain. Champion olympique aux Jeux de Pékin 2008 puis aux Jeux de Londres 2012. (31 sélections en équipe nationale).
- 1986 :
  - Rasmus Bengtsson, footballeur suédois. (4 sélections en équipe nationale).
  - Oludamola Osayomi, athlète de sprint nigériane. Médaillée de bronze du relais 4×100 m aux Jeux de Pékin 2008. Championne d'Afrique d'athlétisme du 100 m et du relais 4×100 m 2008 puis championne d'Afrique d'athlétisme du relais 4×100 m 2012.
- 1987 :
  - Samuel Bouhours, footballeur français.
  - Samir Nasri, footballeur franco-algérien. (41 sélections en équipe de France).
  - Franck Obambou, footballeur gabonais. (5 sélections en équipe nationale).
  - Andy Sophie, footballeur mauricien. (43 sélections en équipe nationale).
  - Artur Yedigaryan, footballeur arménien. (40 sélections en équipe nationale).
- 1988 :
  - Harold Correa, athlète de triple saut français.
- 1989 :
  - Angélique Plaire, athlète d'ultra-trail française.
  - Torgrim Sommerfeldt, basketteur norvégien.
- 1990 :
  - Yahya al-Shehri, footballeur saoudien. (53 sélections en équipe nationale).
  - Waisea Nayacalevu Vuidravuwalu, joueur de rugby à XV et à sept fidjien. Vainqueur du Challenge européen 2017. (16 sélections avec l'Équipe des Fidji de rugby à XV et 41 avec celle de rugby à sept).
  - Iman Shumpert, basketteur américain.
- 1991 :
  - Andre Gray, footballeur anglais.
- 1992 :
  - Aziz Baazzi, hockeyeur sur glace français. (49 sélections en équipe de France).
  - Joel Campbell, footballeur costaricien. (78 sélections en équipe nationale).
  - Rudy Gobert, basketteur français. Médaillé de bronze au mondial de basket-ball 2014. Médaillé de bronze à l'Euro de basket-ball 2015. (48 sélections en équipe de France).
  - Akil Mitchell, basketteur américain.
- 1993 :
  - Hakim Miloudi, joueur de rugby à XIII français. (1 sélection en équipe de France).
  - Haby Niaré, taekwondoïste française. Médaillée des -67 kg aux Jeux de Rio 2016. Championne du monde de taekwondo des -67 kg 2013. Championne d'Europe de taekwondo des -62 kg 2010, médaillée d'argent des -67 kg aux CE de taekwondo 2012 et 2014 puis médaillée de bronze des -67 kg aux CE de taekwondo 2016.
  - Aleksandar Okolić, volleyeur serbe. Champion d'Europe masculin de volley-ball 2019. (105 sélections en équipe nationale).
- 1998 :
  - Ugo Humbert, joueur de tennis français.
- 2000 :
  - Alexandre Lloveras, cycliste handisport français. Champion paralympique du contre la montre B aux Jeux de Tokyo 2020. Médaillé d'argent du contre la montre en tandem aux Mondiaux 2020.

### XXIesiècle
- 2002 :
  - Alexander Lind, footballeur danois.
- 2004 :
  - Melvin Ajinça, basketteur français.

## Décès

### XIXesiècle
- 1864 : 
  - Tom Hyer, 45 ans, boxeur américain. (° 1er janvier 1819).

### XXesièclede1901à1950
- 1941 : 
  - Karl Neukirch, 76 ans, gymnaste allemand. Champion olympique des barres parallèles par équipes et de la barre fixe par équipes aux Jeux d'Athènes 1896. (° 3 novembre 1864).
- 1944 : 
  - Hector Goetinck, 57 ans, footballeur belge. (17 sélections en équipe nationale). (° 5 mars 1887).
- 1950 : 
  - Camille Danguillaume, 31 ans, cycliste sur route français. Vainqueur de Liège-Bastogne-Liège 1949. (° 4 juin 1919).

### XXesièclede1951à2000
- 1951 : 
  - Georges Sérès, 64 ans, cycliste sur piste français. Champion du monde de cyclisme sur piste du demi-fond 1920. (° 6 avril 1887).
- 1953 : 
  - Antoine Abenoza, 26 ans, footballeur espagnol. (° 1er septembre 1926).
  - Francis Méano, 22 ans, footballeur français. (2 sélections en équipe de France). (° 22 mai 1931).
- 1958 : 
  - George Orton, 85 ans, athlète de haies canadien. Champion olympique du 2 500 m steeple et médaillé de bronze du 400 m haies aux Jeux de Paris 1900. (° 10 janvier 1873).
- 1964 :
  - Léo Dandurand, 74 ans, dirigeant de hockey sur glace canadien. (° 9 juillet 1889).
- 1965 :
  - Maurice Brocco, 80 ans, cycliste sur route français. Vainqueur de Paris-Bruxelles 1910. (° 28 janvier 1883).
- 1971 : 
  - Marcel Communeau, 85 ans, joueur de rugby à XV français. (21 sélections en équipe de France). (° 11 septembre 1885).
- 1984 : 
  - Joseph Gonzales, 77 ans, footballeur puis entraîneur français. (1 sélection en équipe de France). (° 19 février 1907).
- 1988 : 
  - Lucie Bréard, 85 ans, athlète de demi fond française. (° 12 septembre 1902).
- 1993 : 
  - Roy Campanella, 71 ans, joueur de baseball américain. (° 19 novembre 1921).

### XXIesiècle
- 2002 : 
  - Jay Berwanger, 88 ans, joueur foot U.S. américain. (° 19 mars 1914).
- 2003 : 
  - Marc-Vivien Foé, 28 ans, footballeur camerounais. Champion d'Afrique de football 2000 et 2002. (64 sélections en équipe nationale). (° 1er mai 1975).
- 2005 : 
  - Eknath Solkar, 67 ans, joueur de cricket indien. (27 sélections en test cricket). (° 18 mars 1938).
- 2007 : 
  - Jupp Derwall, 80 ans, footballeur puis entraîneur allemand. Champion d'Europe de football 1980. (2 sélections en équipe nationale). Sélectionneur de l'équipe d'Allemagne de 1978 à 1984. (° 10 mars 1927).
- 2011 : 
  - Jan van Beveren, 63 ans, footballeur néerlandais. Vainqueur de la Coupe UEFA 1978. (32 sélections en équipe nationale). (° 5 mars 1948).
- 2013 :
  - Hervé Boussard, 47 ans, cycliste sur route puis entraîneur français. Médaillé de bronze du contre la montre par équipes aux Jeux de Barcelone 1992. (° 8 mars 1966).
  - Nilton Pacheco de Oliveira, 92 ans, basketteur brésilien. Médaillé de bronze aux Jeux de Londres 1948. (20 sélections en équipe nationale). (° 26 juillet 1920).
- 2014 :
  - Lidia Alexeyeva, 89 ans, basketteuse puis entraîneuse soviétique puis russe. Sélectionneuse de l'Équipe d'URSS féminine de 1962 à 1984, championne olympique aux Jeux de Montréal 1976 puis aux Jeux de Moscou 1980, championne du monde de basket-ball féminin 1964, 1967, 1971, 1975 et 1983 puis championne d'Europe de basket-ball féminin 1962, 1964, 1966, 1968, 1970, 1972, 1974, 1976, 1978, 1980, 1981 et 1983. (° 4 juillet 1924).
- 2018 : 
  - Harold Davis, 85 ans, footballeur puis entraîneur écossais. (° 10 mai 1933).
- 2020 : 
  - Jaroslav Pollák, 72 ans, footballeur tchécoslovaque puis slovaque. Champion d'Europe de football 1976. (49 sélections avec l'équipe de Tchécoslovaquie). (° 11 juillet 1947).